# Alcatos (troiano)
Alcatos, filho de Aesyetes, foi um dos guerreiros troianos durante a guerra. Ele era genro de Anquises e foi morto por Idomeneu.
Alcatos foi casado com Hipodâmia, a filha mais velha de Anquises, que era muito amada por seu pai e sua mãe, a rainha, porque excedia as mulheres em beleza, em habilidades e em sabedoria.
Anquises casou Hipodâmia com o melhor homem de Troia, Alcatos.
Durante a Guerra de Troia, quando o exército troiano foi dividido em quatro companhias, Alcatos, junto de Páris e Agenor, lideraram a segunda companhia.
Posidão cegou Alcatos e paralisou os seus membros para que não conseguisse fugir, e ele foi atravessado pela lança de Idomeneu, que o acertou no coração.